# Робертс (округ, Техас)
Шаблон:StateAbbr_ 35°50′ пн. ш. 100°49′ зх. д. / 35.83° пн. ш. 100.81° зх. д.
Округ  Робертс (англ. Roberts County) — округ (графство) у штаті  Техас, США. Ідентифікатор округу 48393.

## Історія
Округ утворений 1889 року.

## Демографія
За даними перепису 2000 року загальне населення округу становило 887 осіб, усе сільське. Серед мешканців округу чоловіків було 444, а жінок — 443. В окрузі було 362 домогосподарства, 275 родин, які мешкали в 449 будинках. Середній розмір родини становив 2,88.
Віковий розподіл населення поданий у таблиці:
| Стать    | До 15 років | 15-21 | 22-29 | 30-39 | 40-49 | 50-65 | 65-85 | Понад 85 |
| -------- | ----------- | ----- | ----- | ----- | ----- | ----- | ----- | -------- |
| Чоловіки | 89          | 45    | 23    | 54    | 76    | 98    | 55    | 4        |
| Жінки    | 87          | 33    | 17    | 65    | 80    | 92    | 59    | 10       |

## Суміжні округи
- Очилтрі — північ
- Ліпском — північний схід
- Гемпгілл — схід
- Вілер — південний схід
- Грей — південь
- Карсон — південний захід
- Гатчинсон — захід
- Генсфорд — північний захід

## Виноски
1. ↑  U.S. Decennial Census. United States Census Bureau. Процитовано 9 травня 2015.
2. ↑  Texas Almanac: Population History of Counties from 1850–2010 (PDF). Texas Almanac. Процитовано 9 травня 2015.
3. ↑  State & County QuickFacts. United States Census Bureau. Архів оригіналу за 6 серпня 2011. Процитовано 23 грудня 2013.(англ.) Наведено за англійською вікіпедією.
4. ↑  American FactFinder. Бюро перепису населення США. Архів оригіналу за 26 лютого 2012. Процитовано 31 січня 2008.

| США | Це незавершена стаття з географії США. Ви можете допомогти проєкту, виправивши або дописавши її. |